# Beach Pro Tour 2023
Navigation
Beach Pro Tour 2022 Beach Pro Tour 2024
Le Beach Pro Tour 2023 est la seconde édition du Volleyball World Beach Pro Tour, circuit annuel du beach-volley mondial. Ce circuit se déroule toute l'année, de février à décembre 2023. Des tournois sont organisés à travers le monde entier, et les meilleures équipes s'affrontent à la fin de la saison lors des finales, organisées du 7 au 10 décembre 2023 à Doha, au Qatar. Ces finales déterminent les vainqueurs de la compétition.

## Calendrier et résultats
La saison 2023 comprends 46 tournois répartis en 3 catégories : Elite 16 (10 tournois), Challenge (11 tournois) et Futures (27 tournois). La plupart de ses évènements comprennent un tournoi masculin et un tournoi féminin. Il existe quelques tournois où seul l'un des deux sexes est représenté. On retrouve des tournois de la saison passé (Elite 16 à Paris Roland-Garros, à Hambourg, Uberlândia…) mais également des lieux inédits comme Tepic, au Mexique, ou Montréal, au Canada.
La saison comprend également les Championnats du monde 2023 qui se déroulent au mois d'octobre à Tlaxcala. Les meilleures équipes, féminines et masculines, se qualifient pour les Finales, le dernier tournoi de la saison.
| Elite 16              |
| Challenge             |
| Futures               |
| The Finals            |
| Championnats du monde |

### Circuit masculin
Second au classement mondial toute la saison, les jeunes suédois David Åhman et Jonatan Hellvig s'impose lors des grandes Finales de Doha. Ils battent en finale les norvégiens Anders Mol et Christian Sørum, les numéros uns mondiaux qui règnent sur a discipline depuis trois ans. Hormis ces deux paires qui ont trusté les podiums des plus gros tournois de la saison, les tchèques Ondrej Perusic et David Schweiner se sont illustrés en remportant deux tournois Elite 16 et les Championnats du monde au Mexique.
| Tournoi                                                                                   | Vainqueurs                                               | Finalistes                                                 | Troisièmes                                              |
| ----------------------------------------------------------------------------------------- | -------------------------------------------------------- | ---------------------------------------------------------- | ------------------------------------------------------- |
| Doha Elite 16 Doha, Qatar US$150,000 1–5 février 2023                                     | Anders Mol (NOR) Christian Sørum (NOR)                   | David Åhman (SWE) Jonatan Hellvig (SWE)                    | Adrian Carambula (ITA) Alex Ranghieri (ITA)             |
| La Paz Challenge La Paz, Mexique US$75,000 16–19 mars 2023                                | Pablo Herrera (ESP) Adrian Gavira (ESP)                  | Stefan Boermans (NED) Yorick De Groot (NED)                | Robin Seidl (AUT) Moritz Pristauz (AUT)                 |
| Mt. Maunganui Beach Futures Maunganui Beach, Nouvelle-Zélande US$5,000 16–19 mars 2023    | Likejiang Ha (CHN) Jiaxin Wu (CHN)                       | Sam O'Dea (NZL) Ben O'Dea (NZL)                            | David McKienzie (USA) Benjamin Vaught (USA)             |
| Tepic Elite 16 Tepic, Mexique US$150,000 22–26 mars 2023                                  | David Åhman (SWE) Jonatan Hellvig (SWE)                  | Anders Mol (NOR) Christian Sørum (NOR)                     | Nils Ehlers (GER) Clemens Wickler (GER)                 |
| Coolangatta Futures Coolangatta, Australie US$5,000 29 mars–2 avril 2023                  | Simon Kulzer (GER) Bennet Poniewaz (GER)                 | James Takken (AUS) Solomon Bushby (AUS)                    | Jordan Hoppe (USA) Charles Siragusa (USA)               |
| Tahiti Futures Tahiti, Polynésie Française US$5,000 4–8 avril 2023                        | Tiziano Andreatta (ITA) Andrea Abbiati (ITA)             | Kensuke Shoki (JPN) Jumpei Ikeda (JPN)                     | Simon Kulzer (GER) Bennet Poniewaz (GER)                |
| Itapema Challenge Itapema, Brésil US$75,000 6–9 avril 2023                                | George Wanderley (BRA) Andre Stein (BRA)                 | Youssef Krou (FRA) Arnaud Gauthier-Rat (FRA)               | Hendrik Mol (NOR) Mathias Berntsen (NOR)                |
| Saquarema Challenge Saquarema, Brésil US$75,000 13–16 avril 2023                          | Evandro Oliveira (BRA) Arthur Diego Mariano (BRA)        | Chase Budinger (USA) Miles Evans (USA)                     | Julian Hörl (AUT) Alexander Horst (AUT)                 |
| Satun Futures Satun, Thaïlande US$5,000 20–23 avril 2023                                  | Philipp Huster (GER) Simon Pfretzschner (GER)            | Paul Henning (GER) Sven Winter (GER)                       | Samuel Cattet (FRA) Olivier Barthelemy (FRA)            |
| Uberlândia Elite 16 Uberlândia, Brésil US$150,000 26–30 avril 2023                        | Ondrej Perusic (CZE) David Schweiner (CZE)               | Anders Mol (NOR) Christian Sørum (NOR)                     | Bartosz Łosiak (POL) Michal Bryl (POL)                  |
| Madrid Futures Madrid, Espagne US$5,000 11–14 mai 2023                                    | Javier Huerta Pastor (ESP) Alejandro Huerta Pastor (ESP) | Paul Henning (GER) Sven Winter (GER)                       | Jie Li (CHN) YanWei Wang (CHN)                          |
| Cervia Futures Cervia, Italie US$5,000 18–21 mai 2023                                     | Épreuve reportée en raison d’événements météorologiques  |                                                            |                                                         |
| Ostrava Elite 16 Ostrava, République tchèque US$150,000 31 mai–4 juin 2023                | Anders Mol (NOR) Christian Sørum (NOR)                   | Cheriff Younousse (QAT) Ahmed Tijan (QAT)                  | Miles Partain (USA) Andrew Benesh (USA)                 |
| Spiez Futures Spiez, Suisse US$5,000 8-11 juin 2023                                       | Marco Krattiger (SUI) Florian Breer (SUI)                | Quentin Métral (SUI) Yves Haussener (SUI)                  | Piotr Janiak (POL) Jedrzej Brozyniak (POL)              |
| Lecce Futures Lecce, Italie US$5,000 8-11 juin 2023                                       | Davide Benzi (ITA) Carlo Bonifazi (ITA)                  | Krystof Jan Oliva (CZE) Tadeas Trousil (CZE)               | Likejiang Ha (CHN) Jiaxin Wu (CHN)                      |
| Jūrmala Challenge Jūrmala, Lettonie US$150,000 15–18 juin 2023                            | Thomas Hodges (AUS) Zachery Schubert (AUS)               | George Wanderley (BRA) Andre Stein (BRA)                   | Renato Lima (BRA) Vitor Felipe (BRA)                    |
| Lille Futures Lille, France US$5,000 15–18 juin 2023                                      | Elouan Chouickh-Barbez (FRA) Tom Altwies (FRA)           | Louis Vandecaveye (BEL) Gilles Vandecaveye (BEL)           | Youssef Krou (FRA) Arnaud Gauthier-Rat (FRA)            |
| Ios Island Futures Ios, Grèce US$5,000 21–24 juin 2023                                    | Markus Mol (NOR) Jo Gladsøy Sunde (NOR)                  | Florian Schnetzer (AUT) Lorenz Petutschnig (AUT)           | Panagiotis Ioannidis (GRE) Thodoris Papadimitriou (GRE) |
| Messina Futures Messine, Italie US$5,000 29 juin–2 juillet 2023                           | Bautista Amevia (ARG) Leo Aveiro (ARG)                   | Florian Schnetzer (AUT) Lorenz Petutschnig (AUT)           | Gianluca Dal Corso (ITA) Marco Viscovich (ITA)          |
| Helsinki Futures Helsinki, Finlande US$5,000 29 juin–2 juillet 2023                       | Evan Cory (USA) Troy Field (USA)                         | Mathias Seiser (AUT) Laurenc Grössig (AUT)                 | Markus Mol (NOR) Jo Gladsøy Sunde (NOR)                 |
| Gstaad Elite 16 Gstaad, Suisse US$150,000 5–9 juillet 2023                                | Miles Partain (USA) Andrew Benesh (USA)                  | Anders Mol (NOR) Christian Sørum (NOR)                     | George Wanderley (BRA) Andre Stein (BRA)                |
| Espinho Challenge Espinho, Portugal US$75,000 13–16 juillet 2023                          | Trevor Crabb (USA) Theodore Brunner (USA)                | Julian Hörl (AUT) Alexander Horst (AUT)                    | Evandro Oliveira (BRA) Arthur Diego Mariano (BRA)       |
| Leuven Futures Louvain, Belgique US$5,000 13–16 juillet 2023                              | Immanuel Zücher (SUI) Jonathan Jordan (SUI)              | Mees Sengers (NED) Dirk Boehlé (NED)                       | Adrian Heidrich (SUI) Leo Dillier (SUI)                 |
| Edmonton Challenge Edmonton, Canada US$75,000 20–23 juillet 2023                          | Joao Pedrosa (POR) Hugo Campos (POR)                     | Hendrik Mol (NOR) Mathias Berntsen (NOR)                   | Samuele Cottafava (ITA) Paolo Niccolai (ITA)            |
| Montréal Elite 16 Montréal, Canada US$150,000 26–30 juillet 2023                          | Anders Mol (NOR) Christian Sørum (NOR)                   | Miles Partain (USA) Andrew Benesh (USA)                    | Adrian Carambula (ITA) Alex Ranghieri (ITA)             |
| Wenzhou Cangnan Futures Wenzhou, Chine US$5,000 10–13 août 2023                           | Likejiang Ha (CHN) Jiaxin Wu (CHN)                       | Alani Nicklin (NZL) Bradley Fuller (NZL)                   | Abbas Pourasgari (IRN) Alireza Aghajanighasab (IRN)     |
| Warsaw (Monta Club) Futures Varsovie, Pologne US$5,000 10–13 août 2023                    | Martins Plavins (LAT) Kristians Fokerots (LAT)           | Piotr Janiak (POL) Jedrzej Brozyniak (POL)                 | Olivers Bulgacs (LAT) Edgars Tocs (LAT)                 |
| Hamburg Elite 16 Hambourg, Allemagne US$150,000 16–20 août 2023                           | David Åhman (SWE) Jonatan Hellvig (SWE)                  | Samuele Cottafava (ITA) Paolo Niccolai (ITA)               | Anders Mol (NOR) Christian Sørum (NOR)                  |
| Bujumbura Futures Bujumbura, Burundi US$5,000 17–20 août 2023                             | Richard Peemüller (GER) Tilo Rietschel (GER)             | Kevin Cuzmiciov (ISR) River Day (ISR)                      | Juan Enrique Bello (ENG) Josue Stephen Seekings (ENG)   |
| Qidong Futures Qidong, Chine US$5,000 17–20 août 2023                                     | Jie Li (CHN) YanWei Wang (CHN)                           | Thomas Reid (NZL) John McManaway (NZL)                     | Yusuke Ishijima (JPN) Takumi Takahashi (JPN)            |
| AL-Alamein Futures El-Alamein, Egypte US$5,000 23–26 août 2023                            | Paul Pascariuc (AUT) Laurenz Leitner (AUT)               | Robin Sowa (GER) Lukas Pfretzschner (GER)                  | Martins Plavins (LAT) Kristians Fokerots (LAT)          |
| Baden Futures Baden, Autriche US$5,000 23–27 août 2023                                    | Martin Ermacora (AUT) Philipp Waller (AUT)               | Timo Hammarberg (AUT) Alexander Horst (AUT)                | Jonas Sagstetter (GER) Benedikt Sagstetter (GER)        |
| Brno Futures Brno, République Tchèque US$5,000 24–27 août 2023                            | Markus Mol (NOR) Jo Gladsøy Sunde (NOR)                  | Vaclav Bercik (CZE) Matyas Dzavoronok (CZE)                | Momme Lorenz (GER) Eric Stadie (GER)                    |
| Montpellier Futures Montpellier, France US$5,000 30 août–3 septembre 2023                 | Arthur Canet (FRA) Téo Rotar (FRA)                       | Remi Bassereau (FRA) Arnaud Gauthier-Rat (FRA)             | Calvin Ayé (FRA) Quincy Ayé (FRA)                       |
| Corigliano Rossano Futures Corigliano-Rossano, Italie US$5,000 31 août–3 septembre 2023   | Tobia Marchetto (ITA) Jakob Windisch (ITA)               | Eylon Elazar (ISR) Kevin Cuzmiciov (ISR)                   | Gianluca Dal Corso (ITA) Marco Viscovich (ITA)          |
| Warsaw (Wilanow) Futures Varsovie, Pologne US$5,000 31 août–3 septembre 2023              | Markus Mol (NOR) Jo Gladsøy Sunde (NOR)                  | Ardis Bedritis (LAT) Arturs Rinkevics (LAT)                | Santeri Siren (FIN) Jyrki Nurminen (FIN)                |
| Miguel Pereira Futures Miguel Pereira, Brésil US$5,000 7–10 septembre 2023                | Leo Aveiro (ARG) Bautista Amieva (ARG)                   | Gabriel Dos Reis Santiago (BRA) Felipe Alves Pereira (BRA) | Heitor Barbosa (BRA) Vinicius Freitas (BRA)             |
| Halifax Futures Halifax, Canada US$5,000 21–24 septembre 2023                             | Samuel Schachter (CAN) Daniel Dearing (CAN)              | Hagen Smith (USA) Logan Webber (USA)                       | Jacob Van Geel (CAN) Zach Van Geel (CAN)                |
| Cervia Futures Cervia, Italie US$5,000 21–24 septembre 2023                               | Tobia Marchetto (ITA) Jakob Windisch (ITA)               | Artúr Hajós (HUN) Bence Attila Stréli (HUN)                | Ardis Bedritis (LAT) Arturs Rinkevics (LAT)             |
| Paris Elite 16 Paris, France US$150,000 28 septembre–2 octobre 2023                       | Ondrej Perusic (CZE) David Schweiner (CZE)               | Nils Ehlers (GER) Clemens Wickler (GER)                    | Alexander Brouwer (NED) Robert Meeuwsen (NED)           |
| Championnats du monde de beach-volley 2023 Tlaxcala, Mexique US$500,000 6–15 octobre 2023 | Ondrej Perusic (CZE) David Schweiner (CZE)               | David Åhman (SWE) Jonatan Hellvig (SWE)                    | Bartosz Łosiak (POL) Michal Bryl (POL)                  |
| Goa Challenge Goa, Inde US$75,000 19–22 octobre 2023                                      | Robin Seidl (AUT) Moritz Pristauz (AUT)                  | Pablo Herrera (ESP) Adrian Gavira (ESP)                    | Javier Bello (ENG) Joaquin Bello (ENG)                  |
| Mallorca Futures Majorque, Espagne US$5,000 25–29 octobre 2023                            | Timo Hammarberg (AUT) Tim Berger (AUT)                   | Aleksandrs Samoilovs (LAT) Mihails Samoilovs (LAT)         | Arnas Rumsevicius (LTU) Tomas Stasevicius (LTU)         |
| Haikou Challenge Haikou, Chine US$75,000 2–5 novembre 2023                                | Chase Budinger (USA) Miles Evans (USA)                   | Trevor Crabb (USA) Theodore Brunner (USA)                  | Thomas Hodges (AUS) Zachery Schubert (AUS)              |
| Chiang Mai Challenge Chiang Mai, Thaïlande US$75,000 16–19 novembre 2023                  | Matthew Immers (NED) Steven van de Velde (NED)           | Piotr Kantor (POL) Jakub Zdybek (POL)                      | Chase Budinger (USA) Miles Evans (USA)                  |
| Geelong Futures Geelong, Australie US$5,000 21–26 novembre 2023                           | Paul Burnett (AUS) Jack Pearse (AUS)                     | Thomas Reid (NZL) John McManaway (NZL)                     | Hasan Huseyin Mermer (TUR) Safa Urlu (TUR)              |
| João Pessoa Elite 16 João Pessoa, Brésil US$150,000 22–26 novembre 2023                   | David Åhman (SWE) Jonatan Hellvig (SWE)                  | Samuele Cottafava (ITA) Paolo Niccolai (ITA)               | Stefan Boermans (NED) Yorick De Groot (NED)             |
| Nuvali Challenge Nuvali, Philippines US$75,000 30 novembre–3 décembre 2023                | Robin Seidl (AUT) Moritz Pristauz (AUT)                  | Thomas Hodges (AUS) Zachery Schubert (AUS)                 | Patrikas Stankevicius (LTU) Audrius Knasas (LTU)        |
| The Finals 2023 Doha, Qatar US$800,000 6–10 décembre 2023                                 | David Åhman (SWE) Jonatan Hellvig (SWE)                  | Anders Mol (NOR) Christian Sørum (NOR)                     | George Wanderley (BRA) Andre Stein (BRA)                |

### Circuit féminin
Les américaines Kristen Nuss et Taryn Kloth remportent les Finales de Doha en battant les surprenantes allemandes Svenja Müller et Cinja Tillmann. Les brésiliennes Ana Patricia et Duda terminent à la 3e de ce tournoi, portant à 14 leur nombre de podiums cette saison. Nuss et Kloth succèdent donc à d'autres américaines Sara Hughes et Kelly Cheng, qui ont remportés cette année les Championnats du monde 2023.
| Tournoi                                                                                   | Vainqueurs                                                     | Finalistes                                                                           | Troisièmes                                                         |
| ----------------------------------------------------------------------------------------- | -------------------------------------------------------------- | ------------------------------------------------------------------------------------ | ------------------------------------------------------------------ |
| Doha Elite 16 Doha, Qatar US$150,000 1–5 février 2023                                     | Katja Stam (NED) Raïsa Shoon (NED)                             | Nina Brunner (SUI) Tanja Hüberli (SUI)                                               | Taliqua Clancy (AUS) Mariafe Artacho del Solar (AUS)               |
| La Paz Challenge La Paz, Mexique US$75,000 16–19 mars 2023                                | Kristen Nuss (USA) Taryn Kloth (USA)                           | Savannah Simo (USA) Toni Rodriguez (USA)                                             | Tainá Silva Bigi (BRA) Victoria Lopes Pereira Tosta (BRA)          |
| Mt. Maunganui Beach Futures Maunganui Beach, Nouvelle-Zélande US$5,000 16–19 mars 2023    | Shaunna Polley (NZL) Alice Zeimann (NZL)                       | Olivia MacDonald (NZL) Julia Tilley (NZL)                                            | Shanice Marcelle (CAN) Lea Monkhouse (CAN)                         |
| Tepic Elite 16 Tepic, Mexique US$150,000 22–26 mars 2023                                  | Sara Hughes (USA) Kelly Cheng (USA)                            | Ana Patricia Silva Ramos (BRA) Eduarda Santos Lisboa (BRA)                           | Taliqua Clancy (AUS) Mariafe Artacho del Solar (AUS)               |
| Coolangatta Futures Coolangatta, Australie US$5,000 29 mars–2 avril 2023                  | Jana Milutinovic (AUS) Stefanie Fejes (AUS)                    | Georgia Johnson (AUS) Jasmine Fleming (AUS)                                          | Majabelle Lawac (VAN) Sherysyn Toko (VAN)                          |
| Itapema Challenge Itapema, Brésil US$75,000 6–9 avril 2023                                | Chen Xue (CHN) XinYi Xia (CHN)                                 | Carolina Salgado (BRA) Barbara De Freitas (BRA)                                      | Terese Cannon (USA) Sarah Sponcil (USA)                            |
| Saquarema Challenge Saquarema, Brésil US$75,000 13–16 avril 2023                          | Valentina Gottardi (ITA) Marta Menegatti (ITA)                 | Tainá Silva Bigi (BRA) Victoria Lopes Pereira Tosta (BRA)                            | Andressa Cavalcanti (BRA) Vitoria De Souza (BRA)                   |
| Satun Futures Satun, Thaïlande US$5,000 20–23 avril 2023                                  | Nicole Laird (AUS) Brittany Kendall (AUS)                      | Ieva Vasiliauskaite (LTU) Erika Kliokmanaite (LTU)                                   | Valerie Dvornikova (CZE) Anna Pospisilova (CZE)                    |
| Uberlândia Elite 16 Uberlândia, Brésil US$150,000 26–30 avril 2023                        | Kristen Nuss (USA) Taryn Kloth (USA)                           | Taliqua Clancy (AUS) Mariafe Artacho del Solar (AUS)                                 | Ana Patricia Silva Ramos (BRA) Eduarda Santos Lisboa (BRA)         |
| Madrid Futures Madrid, Espagne US$5,000 18–21 mai 2023                                    | Liliana Fernández (ESP) Paula Soria (ESP)                      | Diana Lunina (UKR) Tetiana Lazarenko (UKR)                                           | Muriel Bossart (SUI) Shana Zobrist (SUI)                           |
| Cervia Futures Cervia, Italie US$5,000 18–21 mai 2023                                     | Épreuve reportée en raison d’événements météorologiques        |                                                                                      |                                                                    |
| Ostrava Elite 16 Ostrava, République tchèque US$150,000 31 mai–4 juin 2023                | Ana Patricia Silva Ramos (BRA) Eduarda Santos Lisboa (BRA)     | Terese Cannon (USA) Sarah Sponcil (USA)                                              | Melissa Humana-Paredes (CAN) Brandie Wilkerson (CAN)               |
| Spiez Futures Spiez, Suisse US$5,000 8-11 juin 2023                                       | Diana Lunina (UKR) Tetiana Lazarenko (UKR)                     | Michaela Brinkova (CZE) Karin Zolnercikova (CZE)                                     | Georgia Johnson (AUS) Jasmine Fleming (AUS)                        |
| Lecce Futures Lecce, Italie US$5,000 8–11 juin 2023                                       | Margherita Bianchin (ITA) Claudia Scampoli (ITA)               | Katazyna Kociolek (POL) Marta Lodej (POL)                                            | Maia Najul Rosas (ARG) Cecilia Peralta (ARG)                       |
| Jūrmala Challenge Jūrmala, Lettonie US$150,000 15–18 juin 2023                            | Melissa Humana-Paredes (CAN) Brandie Wilkerson (CAN)           | Esmee Böbner (SUI) Zoé Vergé-Dépré (SUI)                                             | Tina Graudina (LAT) Anastasija Samoilova (LAT)                     |
| Lille Futures Lille, France US$5,000 15–18 mai 2023                                       | Melanie Paul (GER) Hanna-Marie Schieder (GER)                  | Aline Chamereau (FRA) Clemence Vieira (FRA)                                          | Anouk Dupin (FRA) Ophelie Lusson (FRA)                             |
| Ios Futures Ios, Grèce US$5,000 22–25 juin 2023                                           | Weis Bekhuis (NED) Desy Poiesz (NED)                           | Fransziska Friedl (AUT) Katharina Schützenhöfer (AUT)                                | Maia Najul Rosas (ARG) Cecilia Peralta (ARG)                       |
| Messina Futures Messine, Italie US$5,000 29 juin–2 juillet 2023                           | Margherita Bianchin (ITA) Claudia Scampoli (ITA)               | Rek Orsi Toth (ITA) Giada Bianchi (ITA)                                              | Menia Bentele (SUI) Anna Lutz (SUI)                                |
| Helsinki Futures Helsinki, Finlande US$5,000 29 juin–2 juillet 2023                       | Niina Ahtiainen (FIN) Taru Lahti-Liukkonen (FIN)               | Georgia Johnson (AUS) Jasmine Fleming (AUS)                                          | Katazyna Kociolek (POL) Marta Lodej (POL)                          |
| Gstaad Elite 16 Gstaad, Suisse US$150,000 5–9 juillet 2023                                | Ana Patricia Silva Ramos (BRA) Eduarda Santos Lisboa (BRA)     | Sara Hughes (USA) Kelly Cheng (USA)                                                  | Kristen Nuss (USA) Taryn Kloth (USA)                               |
| Espinho Challenge Espinho, Portugal US$75,000 13–16 juillet 2023                          | Carolina Salgado (BRA) Barbara De Freitas (BRA)                | Andressa Cavalcanti (BRA) Vitoria De Souza (BRA)                                     | Agatha Bednarczuk (BRA) Rebecca Cavalcante Barbosa Silva (BRA)     |
| Leuven Futures Louvain, Belgique US$5,000 13–16 juillet 2023                              | JinJin Zeng (CHN) MeiMei Lin (CHN)                             | Weis Bekhuis (NED) Kristen Bröring (NED)                                             | Menia Bentele (SUI) Anna Lutz (SUI)                                |
| Edmonton Challenge Edmonton, Canada US$75,000 20–23 juillet 2023                          | Carolina Salgado (BRA) Barbara De Freitas (BRA)                | Valentina Gottardi (ITA) Marta Menegatti (ITA)                                       | Barbora Hermannová (CZE) Marie-Sarah Stochlova (CZE)               |
| Montréal Elite 16 Montréal, Canada US$150,000 26–30 juillet 2023                          | Melissa Humana-Paredes (CAN) Brandie Wilkerson (CAN)           | Julia Scoles (USA) Betsi Flint (USA)                                                 | Chen Xue (CHN) XinYi Xia (CHN)                                     |
| Wenzhou Cangnan Futures Wenzhou, Chine US$5,000 10–13 août 2023                           | JinJin Zeng (CHN) MeiMei Lin (CHN)                             | XinXin Wang (CHN) Lingdi Zhu (CHN)                                                   | Xu Yan (CHN) Mingli Zhou (CHN)                                     |
| Warsaw (Monta Club) Futures Varsovie, Pologne US$5,000 10–13 août 2023                    | Dorina Klinger (AUT) Ronja Klinger (AUT)                       | Jagoda Gruszczynska (POL) Aleksandra Wachowicz (POL)                                 | Clémence Vieira (FRA) Aline Chamereau (FRA)                        |
| Hamburg Elite 16 Hambourg, Allemagne US$150,000 16–20 août 2023                           | Ana Patricia Silva Ramos (BRA) Eduarda Santos Lisboa (BRA)     | Kristen Nuss (USA) Taryn Kloth (USA)                                                 | Svenja Müller (GER) Cinja Tillmann (GER)                           |
| Bujumbura Futures Bujumbura, Burundi US$5,000 17–20 août 2023                             | Liliana Fernandez Steiner (ESP) Paula Soria Gutierrez (ESP)    | Eva Freiberger (AUT) Stephanie Wismeyr (AUT)                                         | Janne Uhl (GER) Paula Schürholz (GER)                              |
| Qidong Futures Qidong, Chine US$5,000 17–20 août 2023                                     | Xu Yan (CHN) Mingli Zhou (CHN)                                 | XinXin Wang (CHN) Lingdi Zhu (CHN)                                                   | Elizabeth Alchin (AUS) Kayla Mears (AUS)                           |
| AL-Alamein Futures El-Alamein, Egypte US$5,000 23–26 août 2023                            | Ieva Vasiliauskaite (LTU) Jekaterina Kovalskaja (LTU)          | Iya Lindahl (USA) Xolani Hodel (USA)                                                 | Gerda Grudzinskaite (LTU) Rugile Grudzinskaite (LTU)               |
| Baden Futures Baden, Autriche US$5,000 23–27 août 2023                                    | Dorina Klinger (AUT) Ronja Klinger (AUT)                       | Leona Kernen (SUI) Annique Niederhauser (SUI)                                        | Menia Bentele (SUI) Anna Lutz (SUI)                                |
| Brno Futures Brno, République Tchèque US$5,000 24–27 août 2023                            | Barbora Hermannová (CZE) Marie-Sarah Stochlova (CZE)           | Teegan Van Gunst (USA) Kimberley Hildreth (USA)                                      | Clémence Vieira (FRA) Aline Chamereau (FRA)                        |
| Seoul Futures Séoul, Corée du Sud US$5,000 24–27 août 2023                                | Carly Kan (USA) Lexy Denaburg (USA)                            | Charanrutwadee Patcharamainaruebhorn (THA) Woranatchayakorn Phirachayakrailert (THA) | Asami Shiba (JPN) Saki Maruyama (JPN)                              |
| Corigliano Rossano Futures Corigliano-Rossano, Italie US$5,000 31 août–3 septembre 2023   | Sara Sinisalo (FIN) Anniina Parkkinen (FIN)                    | Heleene Hollas (EST) Liisa Remmelg (EST)                                             | Maria Rachele Mancinelli (ITA) Aurora Mattavelli (ITA)             |
| Warsaw (Wilanow) Futures Varsovie, Pologne US$5,000 7–10 septembre 2023                   | Maryna Hladun (UKR) Tetiana Lazarenko (UKR)                    | Heleene Hollas (EST) Liisa Remmelg (EST)                                             | Inna Makhno (UKR) Sofiia Rylova (UKR)                              |
| Miguel Pereira Futures Miguel Pereira, Brésil US$5,000 7–10 septembre 2023                | Carolina Horta Maximo (BRA) Ana Luiza Mohr Case da Silva (BRA) | Teegan Van Gunst (USA) Katie Lindstrom (USA)                                         | Flavia Moura Santos Cezar (BRA) Fabrine Conceicao dos Santos (BRA) |
| Halifax Futures Halifax, Canada US$5,000 21–24 septembre 2023                             | Heather Bansley (CAN) Sophie Bukovec (CAN)                     | Kimberly Hildreth (USA) Teegan Van Gunst (USA)                                       | Carli Lloyd (USA) Kylie Kuyava-De Berg (USA)                       |
| Cervia Futures Cervia, Italie US$5,000 21–24 septembre 2023                               | Menia Bentele (SUI) Anna Lutz (SUI)                            | Jessica Allegretti (ITA) Eleonora Annibalini (ITA)                                   | Reka Orsi Toth (ITA) Viktoria Orsi Toth (ITA)                      |
| Paris Elite 16 Paris, France US$150,000 28 septembre–2 octobre 2022                       | Ana Patricia Silva Ramos (BRA) Eduarda Santos Lisboa (BRA)     | Kristen Nuss (USA) Taryn Kloth (USA)                                                 | Katja Stam (NED) Raïsa Shoon (NED)                                 |
| Championnats du monde de beach-volley 2023 Tlaxcala, Mexique US$500,000 6–15 octobre 2023 | Sara Hughes (USA) Kelly Cheng (USA)                            | Ana Patricia Silva Ramos (BRA) Eduarda Santos Lisboa (BRA)                           | Kristen Nuss (USA) Taryn Kloth (USA)                               |
| Mallorca Futures Majorque, Espagne US$5,000 18–22 octobre 2023                            | Sarah Cools (BEL) Lisa Van Der Vonder (BEL)                    | Nazaret Florian (ESP) Aina Munar Galmés (ESP)                                        | Federica Frasca (ITA) Alice Gradini (ITA)                          |
| Goa Challenge Goa, Inde US$75,000 19–22 octobre 2023                                      | Anouk Vergé-Dépré (SUI) Joana Mäder (SUI)                      | Sandra Ittlinger (GER) Karla Borger (GER)                                            | Daniela Álvarez Mendoza (ESP) Tania Moreno Matveeva (ESP)          |
| Haikou Challenge Haikou, Chine US$75,000 2–5 novembre 2023                                | Carolina Solberg Salgado (BRA) Barbara Seixas de Freitas (BRA) | Lingdi Zhu (CHN) Shuting Cao (CHN)                                                   | Tainá Silva Bigi (BRA) Victoria Lopes Pereira Tosta (BRA)          |
| Chiang Mai Challenge Chiang Mai, Thaïlande US$75,000 16–19 novembre 2023                  | Ágatha Bednarczuk (BRA) Rebecca Cavalcanti (BRA)               | Taru Lahti (FIN) Niina Ahtiainen (FIN)                                               | Sarah Pavan (CAN) Molly McBain (CAN)                               |
| Geelong Futures Geelong, Australie US$5,000 21–26 novembre 2023                           | Jasmine Fleming (AUS) Georgia Johnson (AUS)                    | Alison Mckay (CAN) Katharine Wuttunee (CAN)                                          | Loti Joe (VAN) Linline Matauatu (VAN)                              |
| João Pessoa Elite 16 João Pessoa, Brésil US$150,000 22–26 novembre 2023                   | Ana Patricia Silva Ramos (BRA) Eduarda Santos Lisboa (BRA)     | Carolina Solberg Salgado (BRA) Barbara Seixas de Freitas (BRA)                       | Chen Xue (CHN) XinYi Xia (CHN)                                     |
| Nuvali Challenge Nuvali, Philippines US$75,000 30 novembre–3 décembre 2023                | Tina Graudina (LAT) Anastasija Samoilova (LAT)                 | Daniela Álvarez Mendoza (ESP) Tania Moreno Matveeva (ESP)                            | Tainá Silva Bigi (BRA) Victoria Lopes Pereira Tosta (BRA)          |
| The Finals 2023 Doha, Qatar US$800,000 6–10 décembre 2023                                 | Kristen Nuss (USA) Taryn Kloth (USA)                           | Svenja Müller (GER) Cinja Tillmann (GER)                                             | Ana Patricia Silva Ramos (BRA) Eduarda Santos Lisboa (BRA)         |